# 乌特勒蒙站
乌特勒蒙站（法語：Outremont，發音：[utʁəmɔ̃]）位於加拿大魁北克省蒙特利爾市，是蒙特利爾地鐵5號線的車站。

## 外部連結
- （法文）（英文）蒙特利爾交通局：乌特勒蒙站（页面存档备份，存于）（英文）（页面存档备份，存于）
- （法文）（英文）：乌特勒蒙站（页面存档备份，存于）（英文）（页面存档备份，存于），含有乌特勒蒙站的資訊、歷史、車站結構與藝術品資料。